# Miroslav Večeřa
Miroslav Večeřa (7. února 1942, Ostrava – 24. května 1994, tamtéž) byl český multiinstrumentalista, aranžér a hudební redaktor. Původně se stal chemikem. V roce 1980 absolvoval na ostravské konzervatoři hru na flétnu. Ještě předtím působil v mnoha hudebních souborech a seskupeních. V době základní vojenské služby působil v Armádním uměleckém souboru Víta Nejedlého. V roce 1963 se stal členem Ostravského rozhlasového orchestru, kde uplatnil své hudební a improvizační schopnosti. Spolu s Richardem Kovalčíkem stál u vzniku Flaminga. V roce 1969 byl zakladatelem skupiny Bukanýři.
V letech 1992–94 působil jako hudební redaktor Českého rozhlasu Ostrava.